# Tupala Nyby
Tupala Nyby (även Tupala-Nyby) är en liten by i nordligaste Sjundeå socken i Finland vid gränsen mellan Lojo och Sjundeå. Dess grannbyar är Herrdal, Paunis, Haapasalo och Barråsa. På kartan påminner detta gårdens område om en sko, som har sulan vänd utåt långt över Lojo sockens gräns, medan skaftet bildar förbindelsen med Sjundeå. Det har funnits två byar med namnet Nyby i Sjundeå, dels Tupala-Nyby, dels Backa-Nyby, utflyttningar från de nämnda huvudbyarna. Det är Backa-Nyby som nu kvarstår såsom Nyby. Bylandskapet domineras av Tupala Nyby herrgård, Kivikoskibäcken och stora fält. Byns befolkning är 13 personer. Majoritet av byborna talar finska som modersmål och bara en liten minoritet har svenska som modersmål. 

## Historia
Åkrar i Nyby utformar den forna havsbottnen av den tidigare Ancylussjön. När landet höjde sig och havet drog sig tillbaka flyttade stenåldersboplatserna längre söderut, och mot slutet av stenåldern, cirka 3000–2500 år före vår tideräknings början, nådde havet endast fram till närheten av Sjundeå kyrka. I Nyby har arkeologerna hittat en stenåldersboplats som kallas Papinniitty eller Prästängen.
Nyby är det yngsta av sockens hemman och dessutom det enda, som odlats upp i historisk tid, så att man med tämligen stor noggrannhet kan fastställa när det anlagts. Tidsbestämningen ger tre olika årtal i olika handlingar, en från år 1538 och de två övriga från 1545 och 1546.
Vid vintertinget år 1538 intygade sex Lojobor, att "ett nyss uppgjort Böle, som kallas Nyby" hade anlagts inom Svidja gårds råar. Det hade uppodlats av Jöns Mickelssons till Moisio moder Agnes, sedan hennes man avlidit. Erik Fleming till Svidja ville tilltvinga sig bölet, som han påstod hava blivit anlagt på hans mark. År 1545 fastställdes rånarna kring Tupala Nyby noggrant, och det konstaterades, att byn var anlagt på Svidja gårds mark.
Ända från den första kända landbonden i början av 1600-talet till år 1819 brukades Nyby av personer, som tillhörde samma släkt eller stod denna nära. Hemmanet ingick i försäljning av Svidja år 1817 och hörde till gården till år 1900. När Severin Salovius köpte Tupala Nyby vid sekelskiftet 1900 blev det ett självständigt hemman. Den nya ägaren uppförde ett tidsenligt karaktärshus och ekonomibyggnader.
En del av Finlands första järnbruk, Svidja bruk eller Nyby bruk, har troligen legat i byn under forsen i Kivikoskibäcken som rinner genom byn. Svidja bruk lades troligen ner på 1550-talet. Omkring år 1850 byggdes en kvarn vid denna fors av Svidja slotts ägare Karl Ludvig von Zansen. Historiska källor berättar att år 1855 fanns det ett tullmjölkvarn på Tupala Nyby som var skattlagd år 1852. Nuförtiden finns det bara ruiner av kvarn och bruk kvar vid Kivikoskibäcken.

## Tupala Nyby herrgård

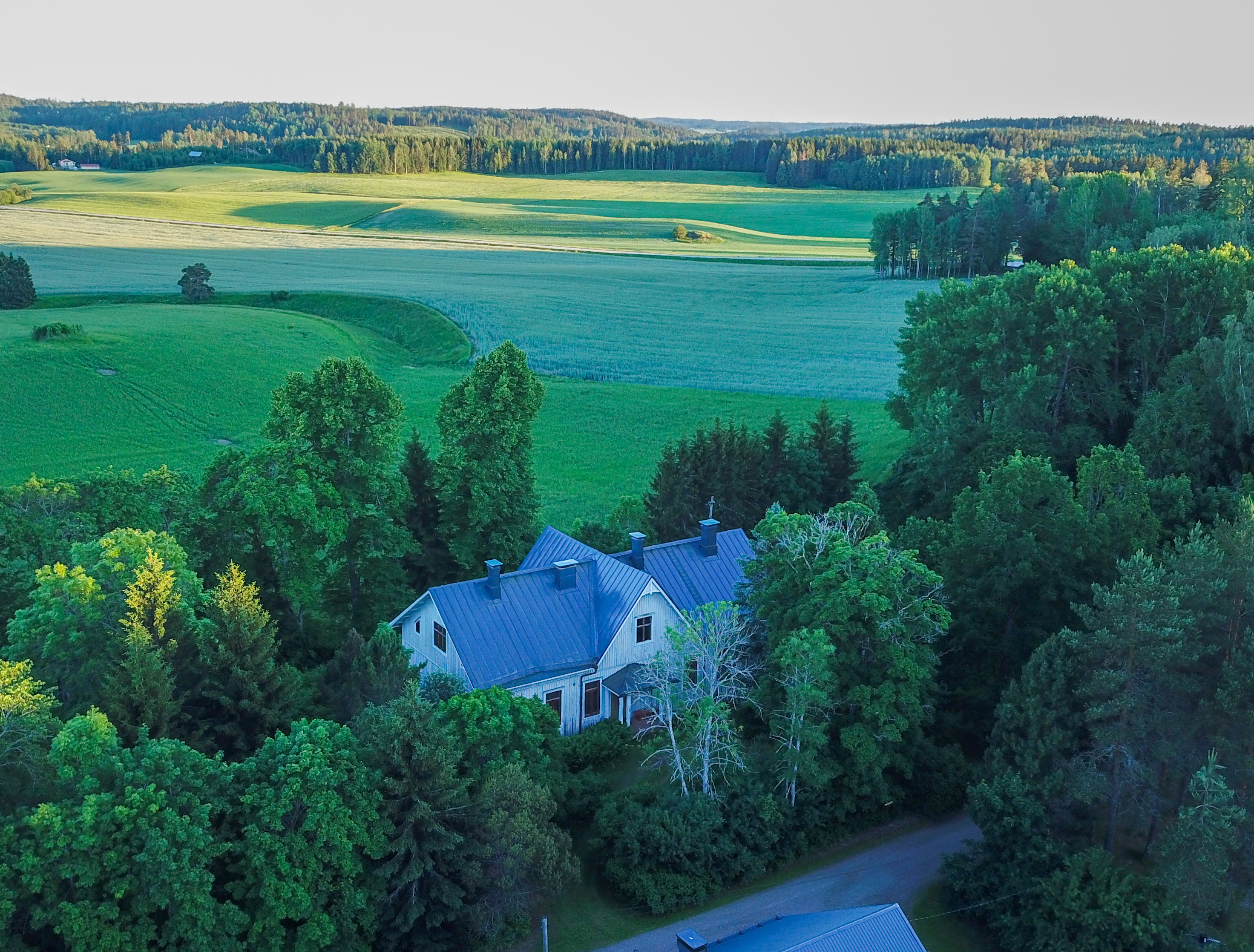
Nyby gård på sommaren 2019.

Tupala Nyby gård bildades år 1900 genom att sammanslå Tupala Nyby frälsehemman, som fungerade som Svidjas landbondegård under 1500-talet, med smågårdar Nyby och Nybygård. 
Den nuvarande huvudbyggnaden var byggd omkring år 1900 efter en stor brand förstörde den gamla huvudbyggnaden. Byggnaden är en lång träbyggnad med åtta rum. Den gamla huvudbyggnaden var uppförd i början av 1800-talet. Också stenladugården och spannmålsmagasinet härstammar från samma tiden. Den gamla huvudbyggnaden brann ned i början av 1900-talet. Då blev också några andra ekonomibyggnader ombyggda och den gamla stenladugården renoverad. Herrgårdens trädgård är cirka 1 ha stor. En lång björkallé har förr lett till gården.
Tupala Nyby herrgård finns med i Sjundeås kulturarvslista tillsammans med bl.a. Svidja slott och Sjundby slott. Det finns tre stora salar och flera mindre rum i herrgården. Husets stenfot och källaren är troligen från en äldre period än själva det nuvarande huset. Huset är målat vitt med röda detaljer.

### Andra byggnader[8]
- Ladugård av sten
- Två bodar
- Häststall
- Svinstia
- Stall med bastu
- Huset för pigor och drängar
- Ria
- Tullkvarn
- Hönshus
- Brunn med stockväggar
- Två broar över Stenforsbäcken

Nuförtiden står bara en bod, stenladugården, pigornas och drängarnas hus, brunn och hönshus kvar med huvudbyggnaden. Svinstian har förfallit i början av 2000-talet.

### Gårdens ägarna
Ägarna från 1500-talet fram till år 1900 har ägt gården genom Svidja slott.

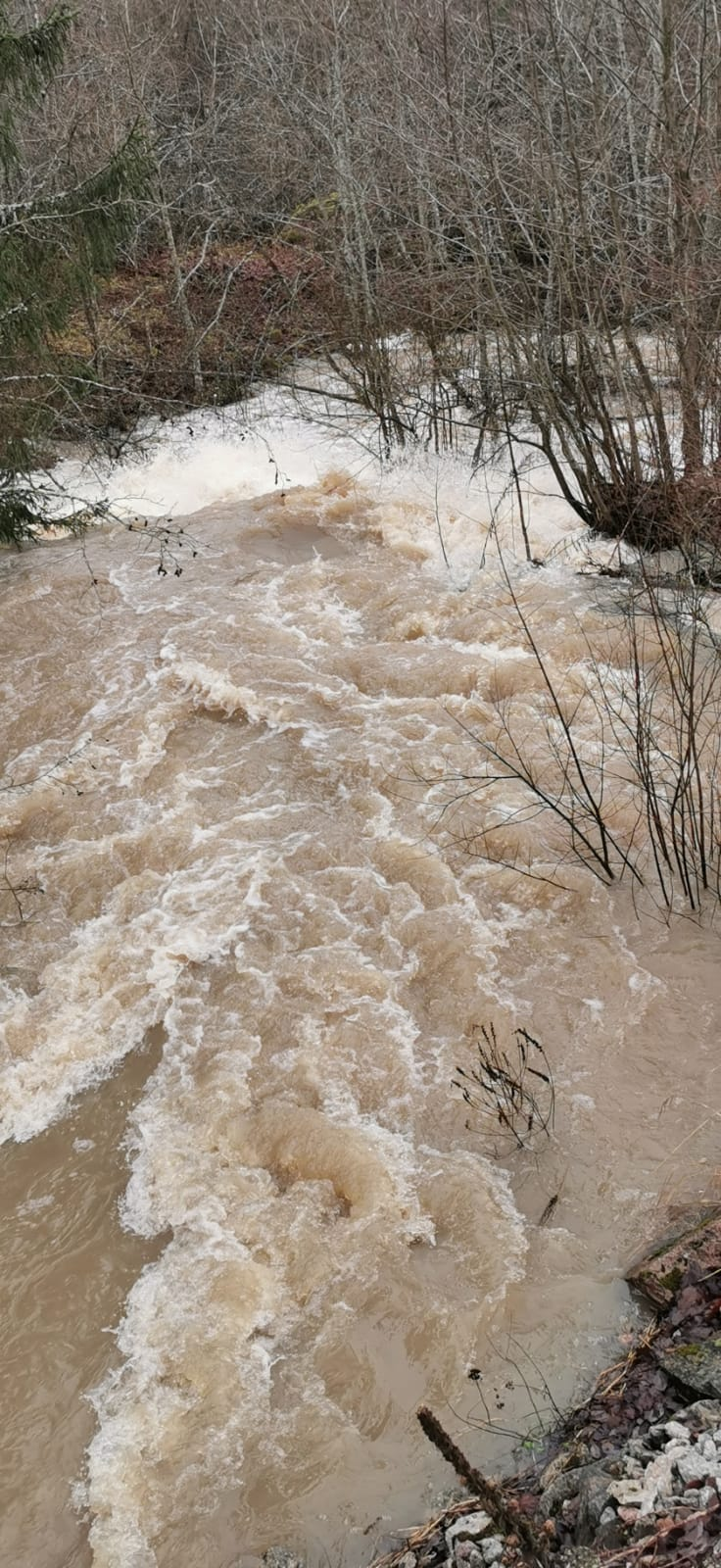
Kivikoskibäckens fors i Tupala Nyby.

| Namn      | År                               |
| --------- | -------------------------------- |
| 1538-1545 | Agnes Kurjala till Veiby         |
| 1545-1548 | Erik Fleming                     |
| 1548-1560 | Hebbla Sparre                    |
| 1560-1597 | Claes Fleming                    |
| 1597-1620 | Johan Fleming                    |
| 1620-1630 | Erik Claesson Bjelke             |
| 1630-1637 | Henrik Fleming                   |
| 1637-1644 | Peder Gustafsson Banér           |
| 1644-1663 | Claes Stiernsköld                |
| 1663-1699 | Erik Fleming                     |
| 1699-1709 | Carl Magnus Rehbinder            |
| 1709-1730 | Erik Flemings sterbhus           |
| 1730-1754 | Carl Henrik Wrangel              |
| 1754-1773 | Esbjörn Christian Reuterholm     |
| 1773-1813 | Gustaf Adolf Reuterholm          |
| 1813-1817 | Carl Axel Emmanuel Reuterholm    |
| 1817-1822 | Emmanuel Vikberg                 |
| 1822-1838 | Klas Robert Favorin              |
| 1838-1874 | Carl Ludvig von Zansen           |
| 1874-1898 | Vilhelm Theodor von Kraemer      |
| 1898-1900 | August Henrik Uno Wrede af Elimä |
| 1900-1907 | Selim Severin Salovius           |
| 1907-1908 | Hjalmar Lagerlund                |
| 1908      | Fredrik Gabriel Hedberg          |
| 1908-1909 | Ingrid Maria Eklund              |
| 1909      | Juho Antti Alkman                |
| 1913-1914 | O.Y. Uusikylä                    |
| 1914-1926 | August Kartano                   |
| 1926-     | Yrjö August Alanen               |
| 1945-1981 | Albin Ignatius Blomqvist         |
| 1981-2013 | Risto Antero Eho och Gerda Eho   |
| 2013-     | Erkki Antero Eho                 |

## Natur
Tupala Nyby ligger i en ådal. En av de berg som begränsar dalen heter Slottsberget. Andra berg omkring Tupala Nyby heter Lintumäki, Kivikoskiberget, Pahnamäki och Myllymäki. Genom byn rinner bäcken Kivikoskibäcken eller Stenforsbäcken som har också kallats Tuhkurinoja. Kivikoskibäcken rinner ut i Kivikoskiån och så vidare rinner den ut i Lempansån och Kyrkån.
Lövskog växer i den norra delen av byn. Stora åkrar ligger i den centrala delen av byn. Många ekar växer i byn.